# Dimitri (clown)
(Dimitri, intervista a Il Caffè, 10 gennaio 2010)
Dimitri Jakob Müller, noto con il nome d'arte Dimitri (Ascona, 18 settembre 1935 – Centovalli, 19 luglio 2016), è stato un circense, mimo e attore teatrale svizzero, divenuto famoso come clown.
Cambiò in seguito il proprio nome anagrafico in Jakob Dimitri.

## Biografia

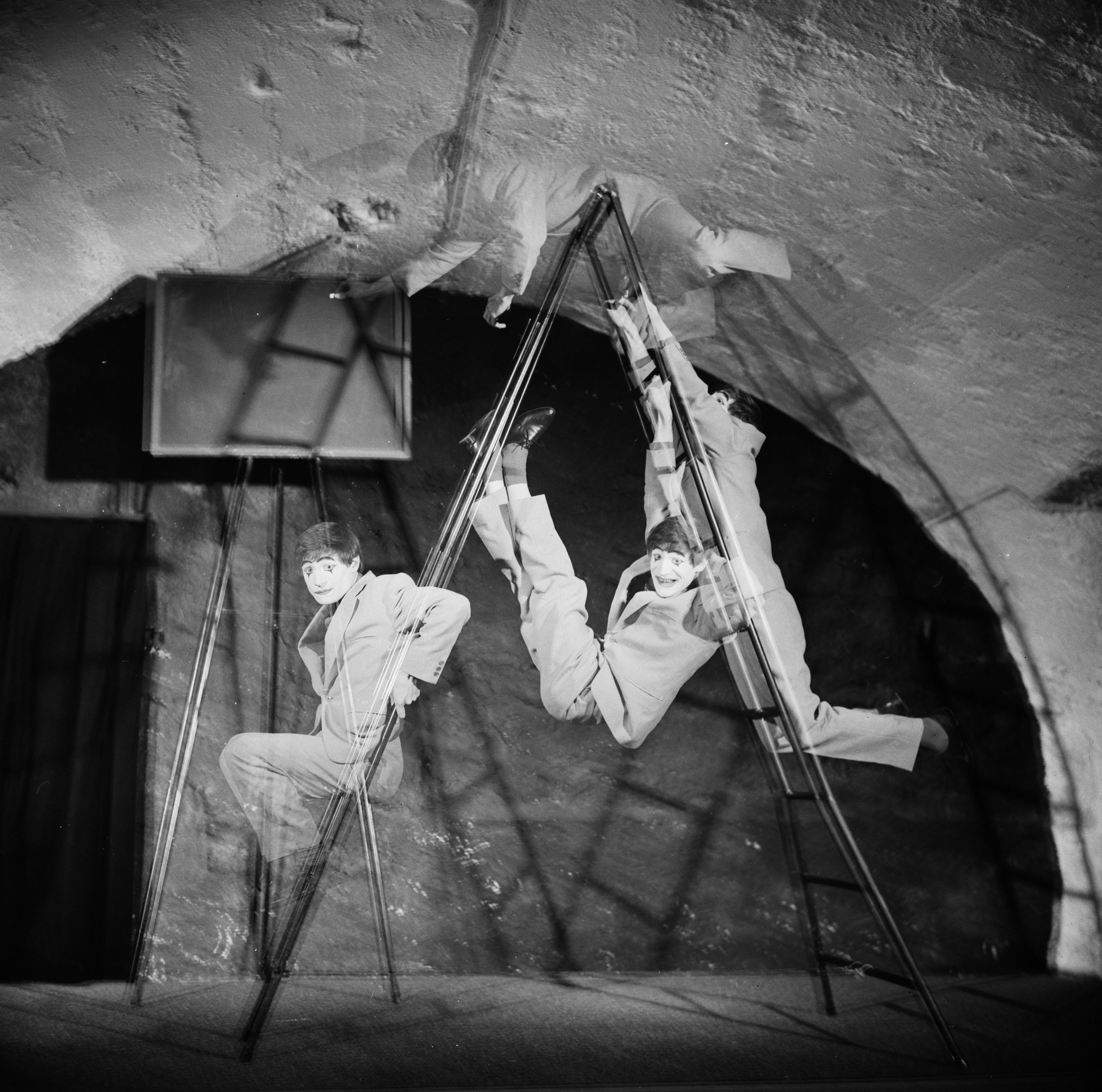
Ascona, 1962

Dimitri trascorse la sua infanzia ad Ascona, nel Canton Ticino. Suo padre era lo scultore ed architetto Werner Jakob Müller, mentre la madre Maja era artigiana artistica. Grazie ai genitori venne a contatto con l'antroposofia. Quando all'età di sette anni conobbe il clown svizzero Jean Andreff al Circo Knie, decise di diventare anch'egli un circense. Dopo aver frequentato dieci anni di scuola tra il Ticino e Zurigo, frequentò a Zollikofen un corso di ceramica tenuto da Magrit Linck, moglie dello scultore Walter Linck; in questo periodo, Dimitri prendeva già lezioni di recitazione, musica, ballo e acrobatica. Cominciò ad esibirsi in ruoli comici in occasione di spettacoli per studenti e creò i suoi primi brevi numeri clownistici e pantomimici.
Alla fine del corso triennale, nel 1954, Dimitri si trasferì ad Aix-en-Provence e poi, l'anno seguente, a Parigi, dove studiò pantomima con Étienne Decroux, nonché acrobatica e funambolismo con vari artisti circensi. Imparò inoltre a suonare la chitarra con artisti di flamenco; inoltre soggiornò brevemente in Svezia, dove lavorò come ceramista e nel frattempo frequentò corsi da un ginnasta. Tornato a Parigi, nel 1958 divenne allievo di Marcel Marceau, che ben presto reclutò Dimitri per due spettacoli mimici; successivamente lavorò come Augusto a fianco del celebre Bianco Maïss in diversi galà, in un circo itinerante francese ed infine nel Circo Medrano a Parigi.
Nel 1959 Dimitri tenne ad Ascona il suo primo spettacolo da solista; ad Innsbruck ebbe il suo primo ingaggio da clown all'estero e, successivamente, si esibì per tre mesi al Kleintheater Kramgasse 6 di Berna. Negli anni seguenti creò altri tre
spettacoli da solista (Porteur, Teatro e Ritratto); inoltre si dedicò al disegno, alla pittura ed al canto: pubblicò diversi dischi e libri, e dal 1990 si tengono regolarmente mostre di suoi quadri ed oggetti. Nel 1970, 1973 e 1979 andò in tournée con il Circo Knie, tenendo spettacoli in Europa, America, Cina, Giappone ed Australia.

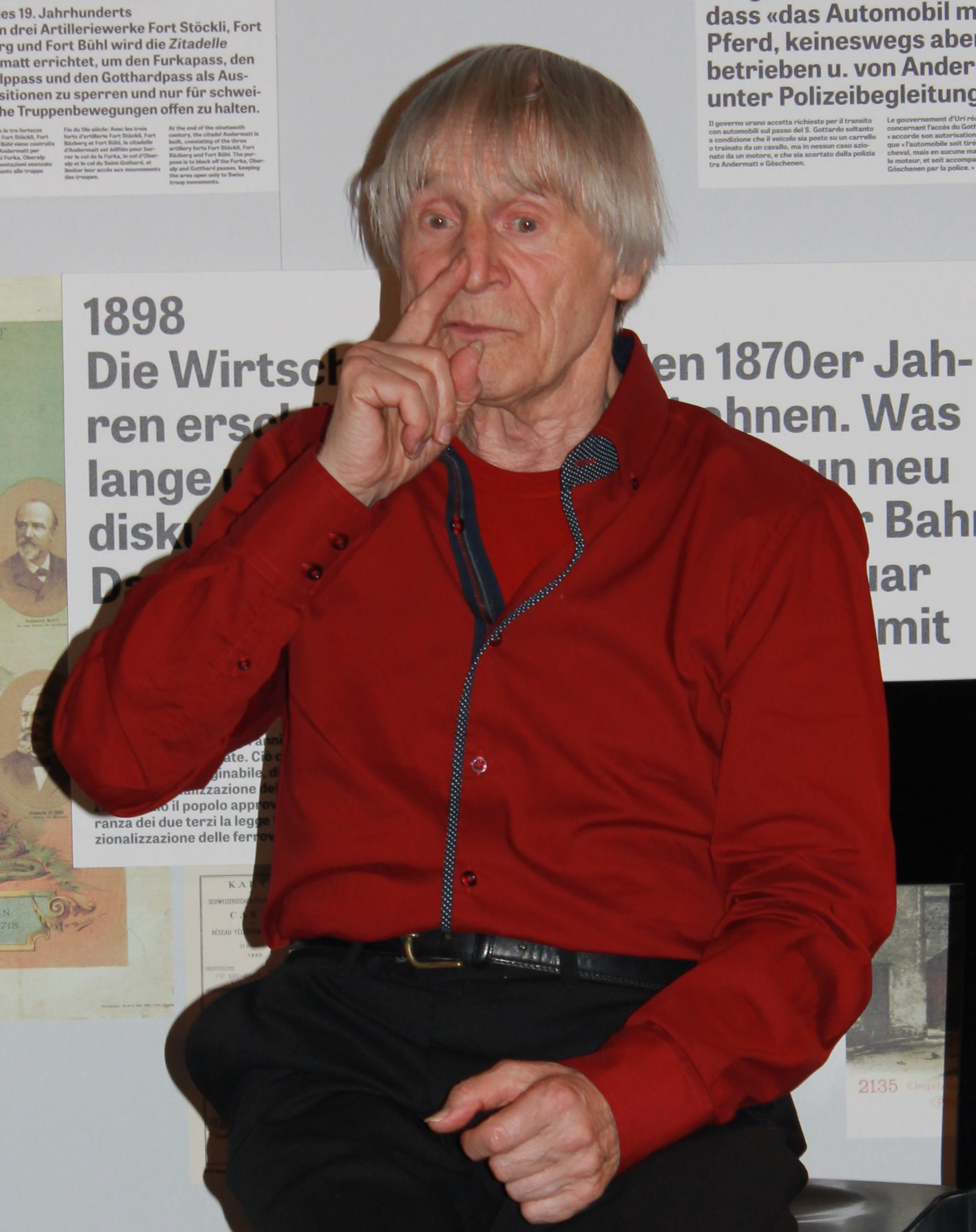
Dimitri nel 2016

Nel 1971 fondò con la moglie Gunda un teatro a Verscio, attualmente frazione di Terre di Pedemonte (Canton Ticino), a cui affiancò, insieme a Richard Weber, nel 1975 la Scuola Teatro Dimitri; nel 1978 costituì la Compagnia Teatro Dimitri, per la quale curò quasi tutto (idea, regia, costumi e manifesti), mentre nel 1981 diede vita alla Fondazione Dimitri. Assieme a Harald Szeemann Dimitri fondò a Verscio, nel 2000, il Museo Comico.
Oltre ad altri progetti, Dimitri teneva ogni anno un centinaio di rappresentazioni, tra spettacoli da solista e lo show La Famiglia Dimitri. Dimitri era inoltre ambasciatore per la Svizzera dell'organizzazione Christian Blind Mission. Il 1º maggio 2010 Dimitri cadde sulla scena e fu trasportato all'ospedale regionale di Locarno, dove gli fu riscontrata l'incrinatura di una vertebra. In occasione della scomparsa, una cerimonia di addio per Dimitri si svolse nella chiesa di Sant'Antonio a Locarno, il 23 luglio 2016.

## Vita privata
Dal 1961 fu sposato con Gunda Salgo, con la quale si stabilì a Borgnone, nelle Centovalli; dei cinque figli nati dal loro matrimonio, quattro lavorano nel mondo del teatro e del circo: in particolare, Nina fa la cantante, mentre Masha e David sono equilibristi. Come riferito dal quotidiano "Il Corriere del Ticino" nell'edizione di domenica 17 maggio 2020, Gunda Salgo è morta nella tarda serata di sabato 16 maggio 2020.

## Riconoscimenti
- 1969: Kulturpreis der Stadt Winterthur
- 1973: Trofeo Grock
- 1976: Anello Hans Reinhart
- 1995: Inserimento nella Clown Hall of Fame
- 2004: Premio Massimo Fondazione Lavezzari
- 2005: Cittadinanza onoraria di Verscio